# Condado de Rogers
El condado de Rogers (en inglés: Rogers County), fundado en 1907 y con nombre en honor al político Clement Vann Rogers, es un condado del estado estadounidense de Oklahoma. En el año 2000 tenía una población de 70.641 habitantes con una densidad de población de 40 personas por km². La sede del condado es Claremore aunque la ciudad más grande es Owasso.

## Geografía
Según la oficina del censo el condado tiene una superficie total de 1843 km² (711,6 mi²), de los que 1748 km² (674,9 mi²) son tierra y 95 km² (36,7 mi²) (5,13%) son agua.

## Condados adyacentes
- Condado de Nowata - norte
- Condado de Craig - noreste
- Condado de Mayes - este
- Condado de Wagoner - sur
- Condado de Tulsa - suroeste
- Condado de Washington - noroeste

## Demografía
Según el censo del 2000 la renta per cápita media de los habitantes del condado era de 44.471 dólares y el ingreso medio de una familia era de 50.707 dólares. En el año 2000 los hombres tenían unos ingresos anuales 37.753 dólares frente a los 24.717 dólares que percibían las mujeres. El ingreso por habitante era de 19.073 dólares y alrededor de un 8,60% de la población estaba bajo el umbral de pobreza nacional.

## Ciudades y pueblos
- Bushyhead
- Catoosa
- Chelsea
- Claremore
- Collinsville
- Fair Oaks
- Foyil
- Gregory
- Inola
- Jamestown
- Justus
- Limestone
- Oologah
- Owasso
- Sequoyah
- Taiwah
- Talala
- Tulsa
- Valley Park
- Verdigris